# 朴堤千
朴 堤千（パク・チェチョン、パク・ジェチョン、1945年 - ）は、韓国の詩人である。ソウル特別市出身。

## 略歴
新太陽社、東西文化社などの出版社の編集長を歴任しながら文学と関わってきた。1983年には、『詩の精神』の同人として参加し、1994年には文学アカデミーを創刊して活動した。現在は、京畿大学の文芸創作科の教授である。
彼にとって芸術は、自分自身の中の世界を外に移し、その世界を具体化、そして可視化することで、精神の自由を表出する行為であり、彼はそれを‘観念の現実化’と言っている。彼の詩は、現実世界において無為自然、老子・荘子、そして霊魂・幻想の世界などのユートピアを目指している。

## 受賞歴
- 1979年、現代文学の新人文学賞
- 韓国詩協賞
- 1984年、綠園文学賞

## 主な作品
- 1975年、『장자시』(荘子詩)[2]
- 1979年、『심법』(心法)
- 1980年、『새 그림을 보며』(鳥の絵を見て)
- 1981年、『율』(律)
- 1987年、『어둠보다 멀리』(暗闇よりも遠く)
- 1987年、『꿈꾸는 판화』(夢見る版画)
- 1989年、『노자 시편』(老子詩篇)
- 1989年、『너의 이름 너의 시』(あなたの名、あなたの詩)}
- 1995年、『나무사리』(木の舍利)
- 2001年、『SF교감』(SFの交感)
- 2007年、『아』(あ、)

詩論集
- 1984年、『영혼의 날개』(霊魂の翼)